# Mycoplasma anseris
Mycoplasma anseris è una specie di batterio appartenente alla famiglia delle Mycoplasmataceae.